# ベドルジヒ・ティルシャル
ベドルジヒ・ティルシャル（チェコ語: Bedřich Tylšar, 1939年7月9日 - ）は、チェコのホルン奏者。

## 経歴
1939年、ヴラホヴィツェに生まれた。1958年からクロメルジーシュの音楽学校、1962年からブルノ音楽院で学んだ。
音楽院に在学中からズリーンのオーケストラやプラハ交響楽団などに加わり、プラハ交響楽団には1968年まで在籍したその後ミュンヘン・フィルハーモニー管弦楽団を経て、1973年から2001年までチェコ・フィルハーモニー管弦楽団に在籍した。
演奏者としての活動に加えて、1972年からはプラハ音楽院で教鞭をとり、後進の指導にあたっている。

## 家族・親族
- 弟：弟のズデニェクもホルン奏者である。